# Књига Левитска
Књига Левитска (хебр. ויקרא‎ Wayyīqrāʾ — и он позва; грч. Λευιτικόν — у вези са Левитима) је јеврејски религијски спис. Књига Левитска је трећа књига хебрејског Танаха, односно хришћанског Старог завета.
Српски назив потиче од грчког назива и односи се на Левите, племе из којег је потицао свештенички сталеж. Садржи законске прописе о обредима и свештеничкој служби, прописе о приношењу жртава, о ритуалном очишћењу, прописе о прослављању празника Јом кипур. Књига Левитска, међутим, није упутство за свештенике, јер се у најмању руку подједнако бави и улогама и дужностима лаика.
Књига Левитска почива на два кључна веровања: прво, да је свет створен „веома добар” и задржава капацитет да достигне то стање, иако је рањив на грех и нечистоће, а друго, да верно извршавање ритуала чини омогућава Божије присуство, док њихово игнорисање или кршење угрожава склад између Бога и света.
Традиционално гледиште је да је Књигу Левитску написао Мојсије, или у мање екстремном случају, да његов садржај вуче корене из његовог времена, те се стога ова књига назива и Трећом књигом Мојсијевом. Међутим, ова традиција је релативна касна (датира из времена Јосифа Флавија, историчара из 1. века нове ере), а научници су практично сагласни да је Књига Левитска имала дуг период развоја, да обухвата неке делове који су изузетно стари и да је свој садашњи облик добила за време персијске владавине (538−332. п. н. е.).

## Теме

### Жртвовање
Књига Левитска почиње са приношењем жртве богу. По Књизи постања човечанству није дозвољено да једе месо (1 Мој 1, 26−30), али је после потопа Бог дозволио да мушкарци кољу животиње и једу њихово месо, али животиње морају бити понуђене као жртве (1 Мој 9, 3−4). Жртва је у смислу поклон (понуда) Богу, али такође укључује прелазак понуде од свакодневних до светих. Они који једу месо једу „освећени оброк”, а Божји удео у томе је „угодан мирис”, који се ослобађа када се понуда (тамјан или месо) спали.
Поред паљеница, помиње се жртве ради греха. За тај чин Књига Левитска прописује два жртвена јарца и да се жребом одреди који ће јарац припасти Богу, а који Азазелу. Јарац који припадне Богу се убија, а његову крв свештеник брише о главу другог преноћи тако људске грехе на њега (отуда израз жртвени јарац) и пушта га у дивљину Азазелу.
У Књизи Левитској, жртву приносе само свештеници. То није у складу са сликом датом на другим местима у Библији, где жртве нуде широк спектар људи (нпр. судија Маноје, пророци Самуило и Илија, као и краљеви Саул, Давид и Соломон, где нико од њих није свештеник) и општим утиском је да било која глава породице може да приноси жртву. Већина ових жртава су жртве паљенице, и нема помена о жртвовању за ослобађање од греха. Из тих разлога постоји раширено мишљење међу научницима да су првих 16 поглавља из Књиге Левитске која се баве приношењем жртве уведена након Вавилонског ропства, кад су околности дозволиле свештеницима да опишу ритуале који изражавају њихов поглед на идеализовани Израелу који живи као света заједница и поштује свештеничке прописе.

### Забрањене ствари
Књига Левитска прописује смртне казне за:
1. прељубу (20, 10)
2. бестијалност (18, 23–29)
3. богохуљење (24, 11–16)
4. хомосексуалност (20, 13)
5. освећење деце идолу (20, 1−5)
6. једење жртве у погрешно време (19, 5-8)
7. убијање жртве, осим на улазу у Шатор (17, 1−9)
8. инцест (18, 6−29)
9. убиство (24, 17,21)
10. одбијање поста на Дан очишћења (23, 29)
11. обредне нечистоте (7, 20,21)
12. светогрђе (22, 3)
13. однос са женом док има менструацију (20, 18)
14. гатање (20, 6,27)
15. проституцију (21, 9)
16. рад на Дан очишћења (23, 29)

Књига Левитска забрањује, али без смртне казне:
1. шишање на ћелаво и бријање (19, 17)
2. једење свињетине (11, 7)

## Књига Левитска у каснијим традицијама

### Јудаизам
Књига Левитска представља главни извор јеврејских закона. У талмудској литератури, постоје докази да је ово прва књига Танаха која је учена у рабински систему образовања у талмудска времена. Могући разлог може бити да је, од свих књига Торе, Књига Левитска је најближи да буде потпуно посвећена мицваху и његовом проучавању.
Постоје две главна мидраша Књиге Левитске: халашки (Сифра) и више хагадски (Ваиикра Рабу). У модерном јудаизму Тора је подељена на 52 недељна дела, тако да се Тора јавно прочита за једну годину на јутрењима у дане Шабата (суботе).

### Хришћанство
Када Нови завет говори о крви Христовој, као што је у Посланици Јеврејима, он користи језик жртве због греха као и у Књизи Левитској. Иако само распеће није био крвав облик смрти, Исусово тело и распеће се узимају као жртва ради искупљења греха. Гордон Венам у свом коментару на Мојсијева изражава идеју да је хришћанство уклонило потребу за жртвовање животиња овим речима: „Са смрћу Христовом једна довољна 'жртва паљеница' је понуђена једном за свагда, а самим тим и животињске жртве које наговештава Христову жртву су учињене застарелим”.
Хришћански верници за разлику од Јевреја и муслимана једу свињетину, објашњавајући то да је Нови завет прогласио старозаветне законе застарелим. Са друге стране, хришћански фундаменталисти настављају да се позивају на Књигу Левитску као аргумент против хомосексуалаца.